# Lisa Ono
Lisa Ono (San Paolo, 29 luglio 1962) è una cantante e chitarrista brasiliana di bossa nova.

## Biografia
Lisa Ono è nata in Brasile da genitori giapponesi, coi quali si è spostata a Tokyo quando aveva 10 anni. Da allora vive dividendosi tra Giappone e Brasile.
Ha imparato a suonare la chitarra all'età di 15 anni. Nel 1989 ha inciso il suo primo disco; coltiverà sempre e soltanto un genere musicale, la bossa nova, cantando pezzi in portoghese ma anche in inglese e giapponese. Nel 2002 ha fatto uscire un album contenente cover di classici della musica italiana, Questa bossa mia...,  mentre nel 2003 si è cimentata con un disco in lingua francese,  Dans mon Île. Ha sfondato in Brasile, Estremo Oriente e Stati Uniti. Il suo album del 1999, Dream, ha venduto nel mondo più di 200 000 copie.

## Vita privata
Ha due figli.

## Discografia
- 1989 - Catupiry
- 1990 - NaNã
- 1991 - Menina （BMG）
- 1992 - Serenata carioca
- 1993 - Namorada
- 1994 - Esperanca
- 1995 - Minha Saudade
- 1996 - Rio Bossa
- 1997 - Essencia
- 1998 - Bossa carioca
- 1999 - Dream
- 2000 - Pretty World
- 2000 - Boas Festas
- 2001 - Bossa Hula Nova
- 2002 - Questa Bossa Mia...
- 2003 - Dans mon Île
- 2004 - Naima～meu anjo～
- 2004 - Boas Festas2～Feliz Natal～
- 2005 - Romance Latino vol.1
- 2005 - Romance Latino vol.2
- 2005 - Romance Latino vol.3
- 2006 - Jambalaya -Bossa Americana-
- 2007 - Soul & Bossa
- 2007 - Music Of Antonio Carlos Jobim : Ipanema
- 2009 - Cheek To Cheek -Jazz Standards from RIO
- 2009 - Look To The Rainbow - Jazz Standards from L.A
- 2010 - Asia
- 2011 - Japão
- 2013 - Japão2
- 2014 - Brasil
- 2014 - Japao 3
- 2015 - My Favorite Songs
- 2016 - Dancing Bossa